# Janekal, Manvi
Janekal là một làng thuộc tehsil Manvi, huyện Raichur, bang Karnataka, Ấn Độ.